# القصائد التي احترقت (مسرحية)
القصائد التي احترقت هي مسرحية جزائرية من تأليف جمال سعداوي وإخراج جمال قرمي، وسينوغرافيا سليمان البدري، تم إنتاجها عام 2014 من طرف التعاونية الثقافية «فايس تروب» بدعم من الصندوق الوطني لتطوير الفنون وترقيتها التابع لوزارة الثقافة في الجزائر.

## الموضوع
تتناول القصائد التي احترقت وهي مسرحية فائزة بجائزة علي معاشي للمبدعين الشباب عام 2008، موضوع العلاقة بين المثقف والسلطة، وتسلّط الضوء على غياب الضمير المهني للمثقفين اليوم وتراجع أخلاقهم في تأدية واجبهم الاجتماعي، حيث تروي المسرحية قصة المثقف الخانع البائع لضميره وصراعه مع المناضل الشاعر والكاتب، هذه العلاقة التي غلبت عليها نظرة تشاؤمية اتجاه حياة المثقف وتبعيته العمياء للسلطة مقابل المناصب.

## الرؤية الاخراجية
قدم جمال قرمي عمله وفق خصائص التراجيديا المتموقعة ما بين المدرسة الواقعية والمسرح الجاد لستانسلافسكي وكذا مدرسة البيوميكانيك  حيث الكلمة تكون مبنية على الحركة الجسمانية قبل الحركة اللفظية. أما من ناحية السينوغرافيا فقد أكد المخرج أن الممثل كان هو أساس العمل ولكون المسرحية نضالية تحمل الكثير من الأفكار الجريئة والمتمردة فقد كان الممثل نفسه داخل المسرحية هو نفسه صانع المكان والزمان لتكون بذلك أشبه بلعبة داخل لعبة.

## العرض الأول
تم العرض الأول للقصائد التي احترقت في الجزائر العاصمة يوم 24 فيفري 2024 في مسرح محي الدين بشطارزي بحضور الأسرة الاعلامية، حيث عقد صناع العمل قبلها ندوة صحفية على مستوى اتحاد الكتاب الجزائريين، جمعت كلا من المنتج ياسين جاوي، المخرج جمال قرمي، والمؤلف جمال سعداوي.

## النسخة الورقية
صدرت المسرحية بنسختها الورقية عام 2014 عن دار الحبر بالجزائر، حيث شاركت في الصالون الدولي للكتاب بالجزائر بطبعته التاسعة عشر.